# Walter Krafft
Walter Krafft (* 23. Juni 1936 in Bukarest, Rumänien; † 17. Februar 2021 in Bad Tölz) war ein deutscher Pianist und Musikpädagoge.

## Leben
Walter Krafft erhielt seinen ersten Musikunterricht bei seiner Mutter Hermine Krafft (1903–1993), die vor dem Zweiten Weltkrieg in Wien und Berlin ausgebildet worden war. Anschließend studierte er am Bukarester Konservatorium (seit 2001: Nationale Musikuniversität Bukarest) als Schüler von Florica Musicescu, der Lehrerin von Dinu Lipatti.
Nach diesen Studien entwickelte er eine intensive Konzerttätigkeit. Im Jahr 1967 gründete er in München eine Musikschule, das Münchener Musikseminar. Darüber hinaus hatte Walter Krafft ein Plattenlabel gegründet, in dem die Resultate der besten Schüler dieser Musikschule aufgenommen wurden, und zwar solcher, die eine substantielle Unterstützung ihrer Karriere verdienten. Zu Meisterkursen in Italien, Spanien, Rumänien, Argentinien und Brasilien wurde er regelmäßig eingeladen, ebenso als Juror zu großen internationalen Klavier-Wettbewerben. Zu seinen Schülern gehören Detlev Eisinger, Leonhard Westermayr, Helmut Mauró u. a. m.
Walter Krafft starb am 17. Februar 2021 nach langer schwerer Krankheit in Bad Tölz.